# Смолёвка меловая
Смолёвка мелова́я (лат. Silene cretacea, не путать с Silene cretica L. — смолёвкой критской) — многолетнее растение, вид рода Смолёвка (Silene) семейства Гвоздичные (Caryophyllaceae).

## Ботаническое описание

### Морфология
Приземистый полукустарничек высотой 5—30 см с многочисленными древеснеющими при основании стеблями, иногда липкими в верхней части.
Листья линейные, часто изогнутые, длиной 5—13 мм, шириной 1—2 мм, по краям шероховатые.
Цветёт в мае—июле. Цветки одиночные или в числе 2—3 на верхушках побегов. Чашечка цветка цилиндрически-булавовидная, длиной около 2 см, с ланцетовидными плёнчатыми на краю зубцами, голая или слегка опушённая по жилкам. Лепестки беловатые с розовым оттенком, на концах двураздельные, без придатков при основании.
Плод — продолговатая коробочка длиной около 1 см.

### Экология и распространение
Смолёвка меловая произрастает в Воронежской, Ростовской, Саратовской и Волгоградской областях, отдельные местонахождения были отмечены в Белгородской и Оренбургской областях. За пределами России — на востоке Украины и в западной части Казахстана. Редкое растение, занесённое в Красную книгу России.
Кальцефил, растёт на меловых обнажениях, за что и получила своё видовое название (от лат. creta — мел). Размножается семенами.